# Ivan Girev
Ivan Girev, né le 29 juin 2000, est un nageur russe.
Il détient le record du monde junior du 200 m nage libre.

## Palmarès

### Championnats du monde

#### Grand bassin
- Championnats du monde 2019 à Gwangju :
  -  Médaille d'argent du relais 4 × 200 m nage libre (participe uniquement aux séries)
- Championnats du monde 2025 à Singapour :
  -  Médaille d'or du relais 4 × 100 m quatre nages (participe uniquement aux séries)
  -  Médaille d'argent du relais 4 × 100 m nage libre mixte